# Susú Pecoraro
Susana Raquel Pecoraro (n. 4 de desembre de 1952) és una actriu argentina de cinema i televisió.

## Biografia
Va néixer a Buenos Aires, el 4 de desembre de 1952. Graduada al Conservatori d'Art Dramàtic (1970-1975).
En 1977, al poc temps d'acabar els seus estudis, va començar a treballar en nombrosos unitaris i telenovel·les. La seva primera participació en cinema va ser en la pel·lícula Allá lejos y hace tiempo (1978). Després va participar en La fiesta de todos, Mis días con Verónica, Señora de nadie i El arreglo.
El 1984 va protagonitzar Camila, el film dirigit per María Luisa Bemberg en el qual va compartir cartell amb l'espanyol Imanol Arias. A aquesta pel·lícula, que va ser nominada a l'Oscar com a Millor pel·lícula estrangera en 1985, li van seguir Tacos altos (1985), Los amores de Kafka (1987), Sur (1988), ¿Dónde estás amor de mi vida que no te puedo encontrar? (1992), Las cosas del querer (2a parte) (1995), La balada de Donna Helena (migmetratge, 1995), Historias clandestinas en La Habana (1997), Roma (2004), 18-J (2004), Cara de queso -mi primer ghetto- (2006) i Verdades verdaderas (2011).
En teatre va protagonitzar Yo argentino (1976), El cuarto de Verónica (1977), Nosotros dos somos tres (1980), Vanidades (1980), Sin testigos (1989), El taller del orfebre (1981), Orinoco (1991), La noche de la iguana (1995), Monólogos de la vagina, Porteñas (2003) i La Duda (2006).
En televisió, va protagonitzar Hombres en pugna (ATC, 1980), No quiero resignarme (Canal 13, 1982), Apasionada (1993), Alta comedia (1995-1996) i va coprotagonitzar El león y la rosa (Canal 13, 1979), Compromiso (1983), Cuentos para ver (1984), Laura y Zoe (1998), Culpables (2001) i Mujeres de nadie (2007), entre altres sèries i unitaris. Últimament va estar en el repartiment d'Alguien que me quiera al costat d’Osvaldo Laport, Miguel Ángel Rodríguez i Andrea del Boca.
Al llarg de la seva carrera ha rebut nombrosos premis, entre ells: Premi a la millor actriu per Camila, atorgat al Festival Karlovy Vary (Txecoslovàquia, 1984); Premi Coral a la millor actriu per Camila (l'Havana, Cuba, 1984); Premi del Públic per Camila (Biarritz, 1984); Premi Prensario per Camila (1984-1985), Premi Platea '83 (Venado tuerto, Província de Santa Fe), Premi Millor Actriu del Cinema Espanyol a França (2005), Premi Clarín Espectacles (2004 i 2007), Premi Martín Fierro (2007), etc.

## Trajectòria

### Cinema

El arreglo (1983), al costat de Manuel Callau.

| Any  | Títol                                                   | Personatge         | Notes                   |
| ---- | ------------------------------------------------------- | ------------------ | ----------------------- |
| 2022 | Canelones                                               | Veu en off         | Curtmetratge            |
| 2020 | La peste del 2000                                       | Narradora          | Documental de Encuentro |
| 2011 | Verdades verdaderas                                     | Estela de Carlotto |                         |
| 2009 | Los condenados                                          | Carolina           |                         |
| 2006 | Cara de queso                                           | Sra. Felman        |                         |
| 2004 | 18-J                                                    | Ana                | Episodi: "La vergüenza" |
| 2004 | Roma                                                    | Roma Di Toro       |                         |
| 1997 | Historias clandestinas en La Habana                     | Laura              |                         |
| 1995 | Las cosas del querer 2                                  | Silvia Hidalgo     |                         |
| 1994 | La balada de Donna Helena                               | Dueña del auto     | migmetratge             |
| 1992 | ¿Dónde estás amor de mi vida que no te puedo encontrar? | Sarah              |                         |
| 1988 | Los amores de Kafka                                     | Milena Jesenská    |                         |
| 1987 | Sur                                                     | Rosi Echegoyen     |                         |
| 1985 | Tacos altos                                             | Luisa              |                         |
| 1984 | Camila                                                  | Camila O'Gorman    |                         |
| 1983 | El arreglo                                              | Graciela           |                         |
| 1982 | Señora de nadie                                         | Gloria             |                         |
| 1980 | Hombres en pugna                                        | Lucía              | Telefilm                |
| 1980 | Mis días con Verónica                                   | Cecilia            |                         |
| 1979 | La fiesta de todos                                      | Julia              |                         |
| 1978 | Allá lejos y hace tiempo                                | Chica #1           | Breu Cameo              |
| 1976 | Cruz del diablo                                         | Monja #2           | Breu Cameo              |

### Teatre
| Any       | Obra                    |
| --------- | ----------------------- |
| 2006      | La duda                 |
| 2003      | Porteñas                |
| 2002      | Monólogos de la vagina  |
| 1996-1997 | Closer                  |
| 1995      | La noche de la iguana   |
| 1991      | Orinoco                 |
| 1989      | Sin testigos            |
| 1981      | El taller del orfebre   |
| 1980      | Vanidades               |
| 1980      | Nosotros dos somos tres |
| 1977      | El cuarto de Verónica   |
| 1976      | Yo, argentino           |

### Televisió
| Ficcions  | Ficcions                                | Ficcions            | Ficcions                               | Ficcions                                      |
| Any       | Títol                                   | Canal               | Personatge                             | Notes                                         |
| --------- | --------------------------------------- | ------------------- | -------------------------------------- | --------------------------------------------- |
| 2023      | Relatos de casos de todos los tiempos   | Star+               | Narradora principal                    | Documental sobre el cas del Atemptat a l’AMIA |
| 2016      | La Leona                                | Telefe              | Sofia Uribe                            | Estelar                                       |
| 2015      | Fábricas                                | TV Pública          | Elsa                                   | Coprotagonista                                |
| 2014      | Doce casas, Historia de mujeres devotas | TV Pública          | Dora                                   | Sematna 6 Juny: "Historia de Dora y Marina"   |
| 2014      | La celebración                          | Telefe              | Mercedes                               | Episodi: "Madre"                              |
| 2013      | Los vecinos en guerra                   | Telefe              | Teresa Rodriguez                       | Participación especial                        |
| 2013      | Historias de diván                      | Telefe              | Amalia                                 | Episodi: "Las partidas y los duelos"          |
| 2010      | Alguien que me quiera                   | El trece            | Paloma Vacarezza                       | Protagonista                                  |
| 2007      | Mujeres de nadie                        | El trece            | Ana Ortega                             | Protagonista                                  |
| 2005      | Ambiciones                              | Telefe              | Lucrecia Funes                         | Protagonista                                  |
| 2005      | De gira                                 | América TV          | Laura                                  | Episodi: "La trampa"                          |
| 2005      | De gira                                 | América TV          | Debora                                 | Episodi: "La boda secreta"                    |
| 2001      | Culpables                               | El trece            | Perla Venturino                        | Protagonista                                  |
| 1998      | Laura y Zoe                             | El trece            | Zoe                                    | Protagonista                                  |
| 1996      | Poliladron                              | El trece            | Yolanda "Yuli"                         | Episodis 87, 88 y 89                          |
| 1995-1996 | Alta comedia                            | Canal 9             | Diversos personatges                   | Diversos episodis                             |
| 1993      | Apasionada                              | El trece / Televisa | Dolores Nelson                         | Protagonista                                  |
| 1987      | Ficciones                               | Telefe              | Diversos personatges                   | Protagonista                                  |
| 1986      | La mentira                              | Telefe              | Verónica Fernández-Negrete de Escalada | Protagonista                                  |
| 1985      | Los especial de ATC                     | ATC                 | Silvia                                 | Episodi: "La única noche"                     |
| 1985      | Maria Isabel                            | ATC                 | María Isabel Flores García             | Protagonista                                  |
| 1984      | Cuentos para ver                        | El trece            | Susu                                   | Episodi: "Cuento de navidad"                  |
| 1984      | Cuentos para ver                        | El trece            | Alicia                                 | Episodi: "Cuento de soledad"                  |
| 1983      | Compromiso                              | El trece            | Diversos personatges                   | Diversos episodis                             |
| 1983      | Verdadero                               | El trece            | Paula                                  | Antagonista                                   |
| 1983      | Ha llegado una intrusa                  | ATC                 | Victoria Bernal / Helena Moreno        | Protagonista                                  |
| 1982      | No quiero resignarme                    | El trece            | Daniela Bellaco                        | Protagonista                                  |
| 1982      | Viva América                            | ATC                 | Dolores Sanchez                        | Protagonista                                  |
| 1981      | Las 24 horas                            | ATC                 | Suli                                   | Episodi: "Festejo de gloria"                  |
| 1981      | Santa                                   | ATC                 | Santa Argüello                         | Protagonista                                  |
| 1980      | Galería                                 | Telefe              | Lucía                                  | Protagonista                                  |
| 1979      | El león y la rosa                       | El trece            | Nina Escalada                          | Elenc secundari                               |
| 1979      | Novia de vacaciones                     | El trece            | Patricia                               | Protagonista                                  |
| 1978      | Cumbres Borrascosas                     | El trece            | Catherine Barranco                     | Protagonista                                  |
| 1977      | Mi hermano Javier                       | El trece            | Lila                                   | Elenc secundari                               |
| 1976      | Daños al corazon                        | ATC                 | Alejandra                              | Elenc secundari                               |
| 1976      | El embrujo                              | ATC                 | Victoria "Vicky" Martino               | Elenc secundari                               |
| 1975      | Sembraderos                             | ATC                 | Asía                                   | Recurrent                                     |

## Premis (breve selecció )
- Martín Fierro 2007: Actriu protagonista de novel·la (per Mujeres de nadie)
- Premis Clarín Espectacles 2007 - Actriu de drama (per Mujeres de nadie)
- Premi a la Trajectòria Honorable en 2007, lliurat per l'Associació Argentina d'Actors i el Senat de la Nació Argentina
- Premi del Festival de Tandil 2005 - Actriu de Drama (Per Roma)
- Premi del Festival de Cinema Espanyol a França, 2005 - Millor Actriu de Drama del Cinema Espanyol (Per Roma)
- Premi Clarí Espectacles 2004 - Actriu de drama (Per Roma, de Adolfo Aristarain)
- Premi Còndor de Plata 2004 - Actriu de drama (Per Roma)
- Premi del Festival de nou Cinema Llatinoamericà de l'Havana 2004 - Actriu de Drama (Per Roma)
- Premi Konex 1991 Cinema i Teatre - Diploma de Mèrit - Actriu Dramàtica
- Premi Prensario 1984-1985 - Actriu de Drama (Per Camila)
- Premi del Festival Karlovy Vary de Txecoslovàquia 1984 - Actriu de Drama (Per Camila de María Luisa Bemberg)
- Premi Coral de l'Havana 1984 - Actriu de Drama (Per Camila)
- Premi del Público de Biarritz 1984 - Actriu de Drama (Per Camila)
- Premi Platea de Venado Tuerto, Santa Fé 1983 - Actriu de Drama